# Les Mauvais Joueurs
Les Mauvais Joueurs je francouzský hraný film z roku 2005, který režíroval Frédéric Balekdjian podle vlastního scénáře. Snímek měl světovou premiéru na filmovém festivalu ve Valenciennes dne 19. března 2005.

## Děj
Paříž, čtvrť Sentier. Blíží se Vánoce a Vahé Krikorianův život se hroutí. Obchod jeho otce, u kterého pracuje, bude muset zavřít. Příliš mnoho dluhů a nezaplacených účtů. Lu Ann, žena, kterou miluje, ho opouští a on tuší, že podvody s platebními kartami, které provozoval se Sahakem a jeho bratrem Torosem, ho daleko nedovedou.
Lu Annin bratr Yuen, který nelegálně přijel do Francie, odmítá pracovat pro síť, která ho propašovala, aniž by si uvědomoval nebezpečí, kterému čelí. Vahé si ho oblíbí a rozhodne se mu pomoci.

## Obsazení
| Pascal Elbé       | Vahé Krikorian |
| Simon Abkarian    | Sahak          |
| Isaac Sharry      | Toros          |
| Linh-Dan Pham     | Lu Ann         |
| Guillaume Gouix   | kluk s bradkou |
| Richard Taxy      | Gérard         |
| Adrien Saint-Joré | Souza          |
| Xing Xing Cheng   | matka Lin      |

## Ocenění
- Mezinárodní filmový festival v Berlíně: Cena Manfreda Salzgebera
- Festival kriminálních filmů v Cognacu: Prix Sang neuf